# Lorenz Schindelholz
Lorenz Schindelholz (ur. 23 lipca 1966 w Herbetswil) – szwajcarski bobsleista. Brązowy medalista olimpijski z Albertville.
Zawody w 1992 były jego jedynymi igrzyskami olimpijskimi. Zajął trzecie miejsce w czwórkach, w osadzie Gustava Wedera. W czwókach był mistrzem świata w 1989 i 1990 oraz srebrnym medalistą tej imprezy w 1991.